# Nothobranchius willerti
Nothobranchius willerti là một loài cá thuộc họ Aplocheilidae. Nó là loài đặc hữu của Kenya.